# Villarbeney
Villarbeney (Velârnènê  en patois fribourgeois) est une localité et une ancienne commune suisse du canton de Fribourg, située dans le district de la Gruyère.

## Histoire
Située sur l'axe cantonal Fribourg-La Roche-Bulle, l'ancienne commune est au bord du lac de la Gruyère. Villarbeney fit partie de la seigneurie, puis du bailliage de Corbières dès 1553, du district de la Gruyère de 1798 à 1803 et de 1815 à 1830, du district de Corbières de 1803 à 1815 et de 1830 à 1848. Le couvent d'Humilimont y posséda des terres dès la fin du XIVe siècle. La localité releva de la paroisse de Broc, puis de celle de Botterens dès 1871. Un incendie eu lieu en 1779. Le village a conservé un caractère essentiellement agricole avec spécialisation dans l'élevage bovin.
En 2006, Villarbeney fusionne avec sa voisine de Botterens.

## Toponymie
Villar bene au XIIIe siècle

## Démographie
Villarbeney comptait 50 habitants en 1811, 80 en 1831, 75 en 1850, 77 en 1900, 75 en 1950, 105 en 2000.